# Aston Martin DB12
Aston Martin DB12 — 2-дверне купе 2+2 класу Gran Turismo від британського виробника автомобілів Aston Martin, що випускався з 2023 року. Він замінює DB11, що випускався з 2016 по 2023 роки.

## Опис

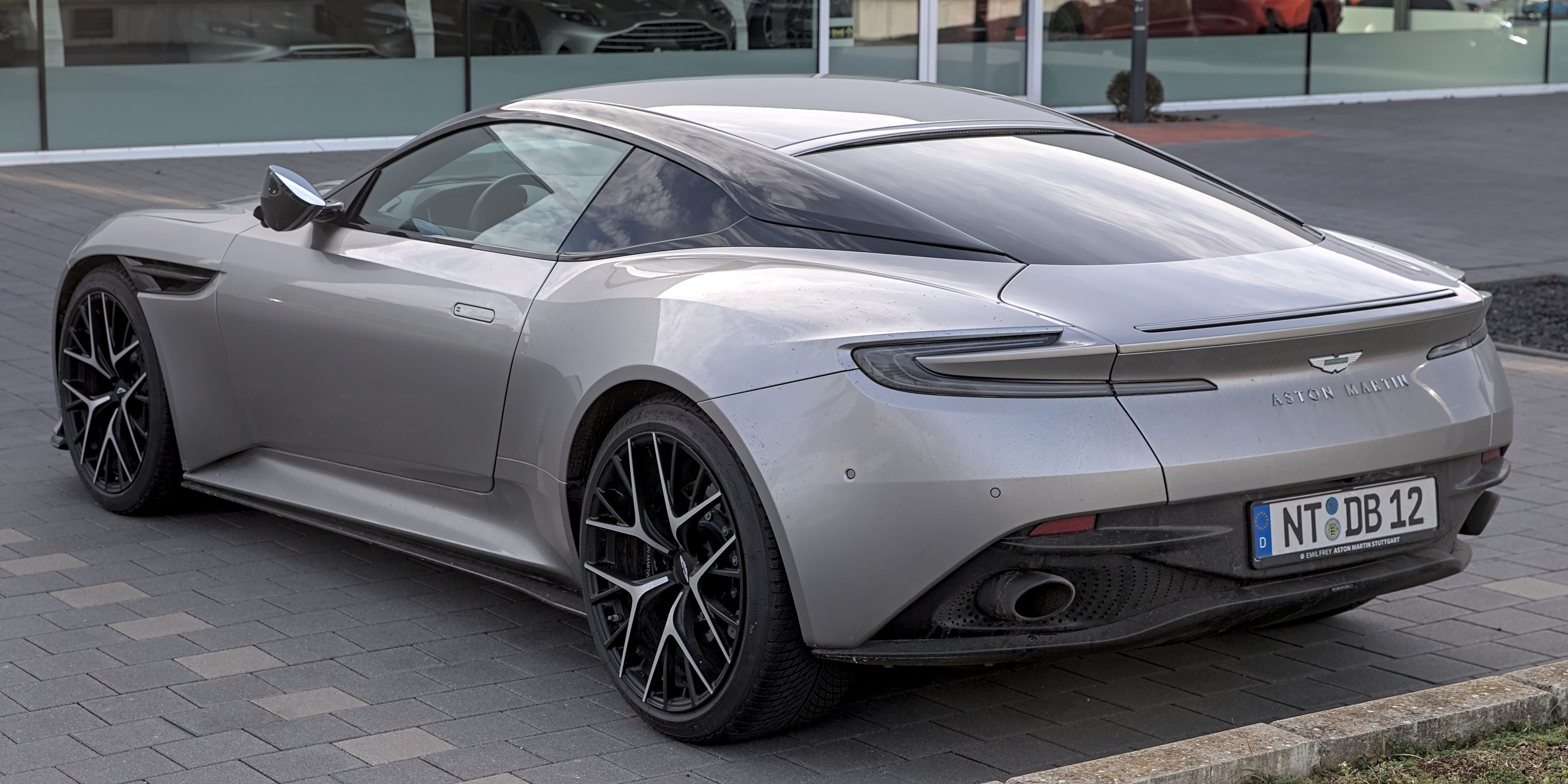
Aston Martin DB12

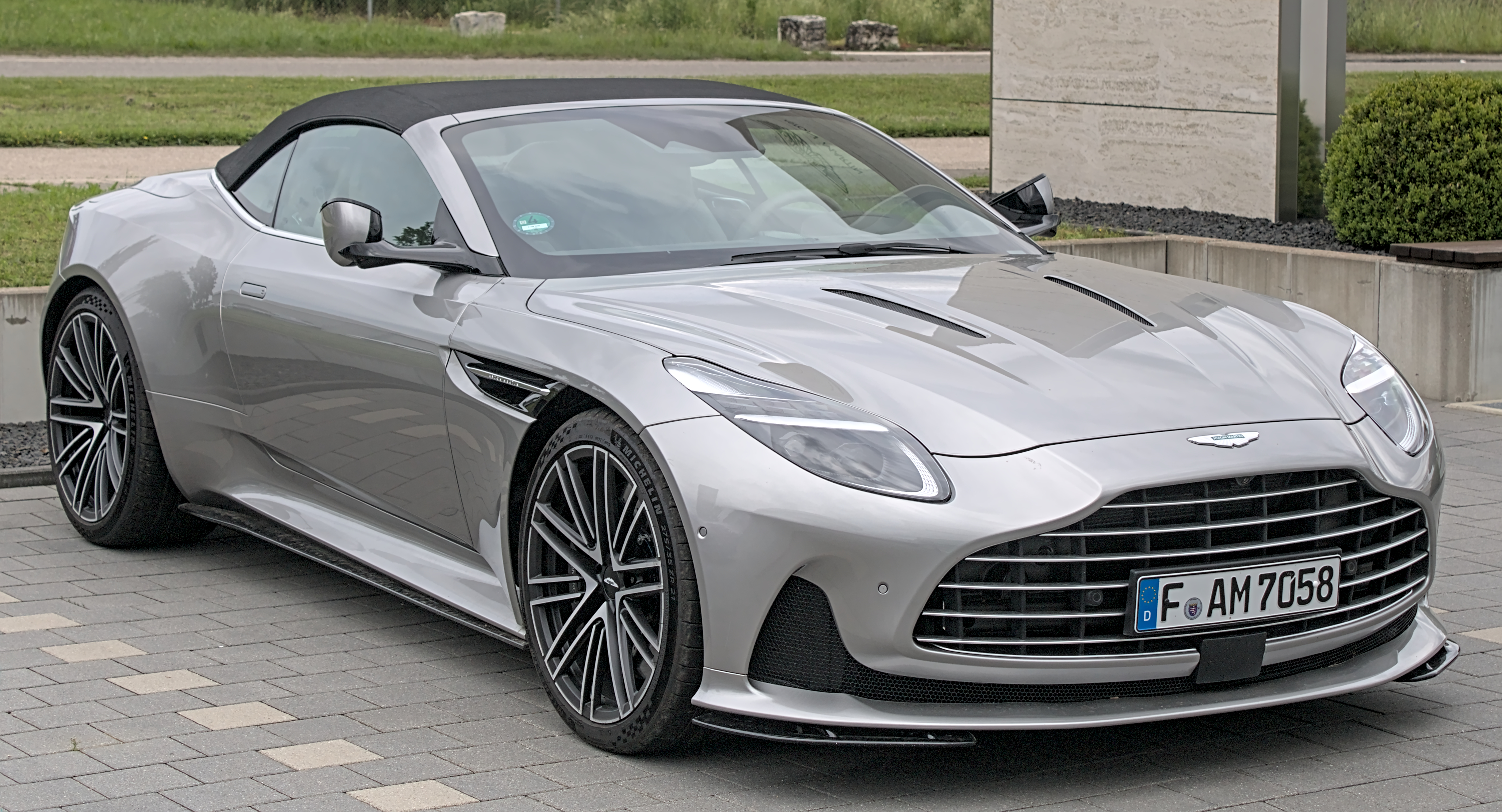
Aston Martin DB12 Volante

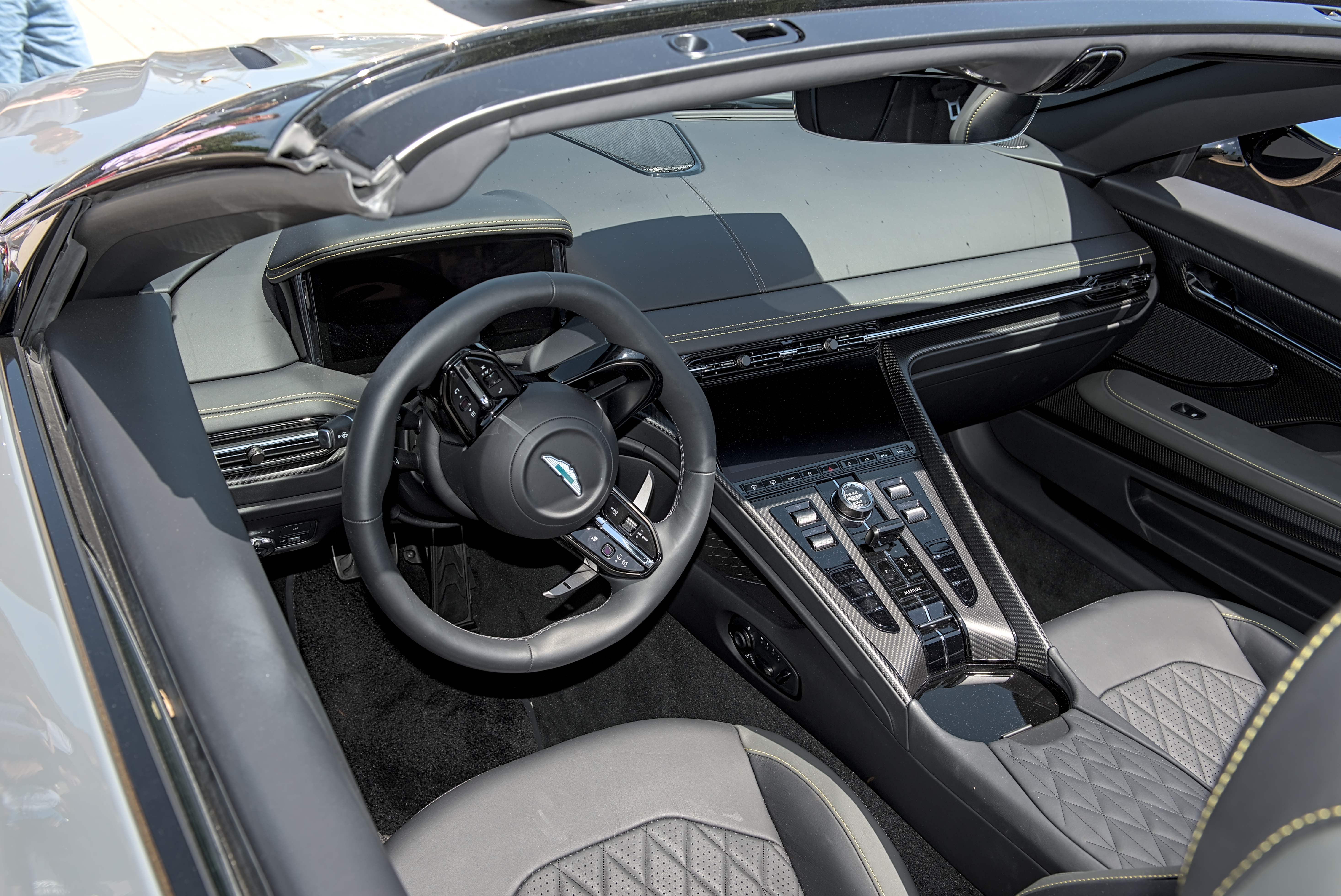
Салон

Aston Martin DB12 представлено 24 травня 2023 року на Каннському кінофестивалі. Це скоріше великий технологічний рестайлінг DB11 з елементами DBS, ніж нова модель.
DB12 — це перший Aston Martin, який носить новий логотип бренду.
У салоні встановлено нове кермо, сучасна цифрова комбінація приладів та нова мультимедійна система з 10,25-дюймовим екраном з підтримкою бездротових Android Auto та Apple CarPlay, голосовим помічником та підключенням 4G.
Ще є оригінальна ширяюча центральна консоль, мінімалістичний перемикач КПП, поворотний контролер та аудіосистема преміум-класу Bowers & Wilkins з 15 динаміками.

## Технічні характеристики
DB12 базується на алюмінієвій технічній платформі свого попередника DB11.

### Двигун
- 4.0 L M177 biturbo V8 680 к.с. при	6000 об/хв 800 Нм при 2750-6000 об/хв